# Перри, Антуанетта
Мэри Антуанетта «Тони» Перри (англ. Mary Antoinette Perry; 27 июня 1888 — 28 июня 1946, Денвер, штат Колорадо) — американская актриса, продюсер, режиссёр и администратор, известная своей работой в театре, она была соучредителем и секретарём Американского театрального крыла. В честь неё названа театральная премия «Тони», вручаемой этой организацией за выдающиеся достижения в бродвейском театре.

## Ранняя жизнь
Родившись в Денвере, штат Колорадо, она провела своё детство, стремясь подражать актёрскому мастерству своих тёти и дяди, Милдред Холл и Джорджа Весселса, которые оба были уважаемыми гастролирующими актёрами. Она выступала в театре «Элич» недалеко от Денвера, когда ей было всего 11 лет. В своей биографии Мэри Элич вспоминала:« Её первое публичное выступление состоялось в возрасте одиннадцати лет в небольшой роли на моей сцене. Сегодня, имея за плечами блестящую карьеру актрисы, сыгравшую ведущих женщин с такими великими актёрами, как Дэвид Уорфилд, Антуанетта является успешным продюсером в Нью-Йорке и имеет свой собственный театр».
Отец Перри, Уильям Перри, был против того, чтобы его дочь становилась актрисой, но он не был против того, чтобы она делала музыкальную карьеру, поэтому отправил её в школу мисс Эли в Нью-Йорке изучать вокал и фортепиано.
Перри дебютировала на сцене театра «Элич» «12 июня 1904 года в «Олимпе» в качестве Пятой актрисы». В июне 1905 года она дебютировала в Чикаго в «Телеграмма миссис Темпл», а год спустя появилась в той же пьесе в своем нью-йоркском дебюте.
В 1906 году Дэвид Уорфилд открыл её для себя, и она оставалась в его труппе в качестве ведущей актрисы до 1909 года. Перри смогла вернуться в театр своего родного города в Денвере в течение сезона театра «Элич» 1908 года с Дэвидом Уорфилдом, Мэри Бейтс, Уильямом Эллиотом и другими в специальных предсезонных постановках The Music Master и David Belasco's The Grand Army Man.
Она появилась вместе с Дэвидом Уорфилдом в постановке «Мастер музыки» в 1906 году, когда ей было всего 18 лет.
Её карьера была на подъёме, но в 1909 году она оставила сцену, став звездой, и вышла замуж за денверского бизнесмена и президента Денверской газовой и электрической компании Фрэнка У. Фруафф.

## Карьера
После смерти Фрэнка Фруоффа в 1922 году от сердечного приступа Перри вернулась на сцену. В 1924 году она появилась в постановке Зоны Гейл «Мистер Питт». В том же году она сыграла в пьесе Джорджа С. Кауфмана и Эдны Фербер «Миник». В 1928 году она занялась режиссурой. В партнёрстве с Броком Пембертоном она поставила несколько успешных пьес, в том числе «Разведись со мной, дорогая», «Нулевой потолок», «Красная жатва», «Строго бесчестный», «Личная жизнь» (прорывной хит Лоуренса Райли), «Поцелуй мальчиков на прощание» и «Джейни». Их самой известной постановкой, вероятно, был удостоенный Пулитцеровской премии классическая постановка Мэри Чейз «Харви», режиссёром которого была Перри и который пользовался огромным успехом на Бродвее, а также в качестве фильма Генри Костера с Джеймсом Стюартом в главной роли. По словам Эллис Нассур:
Перри стала режиссёром-постановщиком в то время, когда женщинам, работающим за кулисами театра, часто приходилось работать костюмерами. В 1929 году она зарекомендовала себя как режиссёр с Престон Стёрджесом в постановке «Строго бесчестные», в котором дебютировала её дочь Маргарет. «Тони была одарённой и разносторонней актрисой и одним из лучших режиссёров, созданных американским театром», — отметила Хелен Хейс.

## Наследие
Перри помогла основать Американское театральное крыло (АТК), которое во время Второй мировой войны управляло столовыми на сцене, развлекая военнослужащих в нескольких американских городах, и была его председателем и секретарем. После её смерти её друзья и коллеги предприняли меры, чтобы увековечить её вклад в формирование высоких стандартов американского театра. Брок Пембертон предложил АТК учредить серию премий, которые будут вручаться в её честь. С 1947 года премия Антуанетты Перри за выдающиеся театральные достижения в бродвейском театре ежегодно вручается за выдающиеся достижения в театральном искусстве и является одной из самых желанных наград в театральном мире. Она широко известна под названием «Тони». Коллега-соучредитель АТК и близкая подруга Перри Луиза Хейнц Бек отвечала за организацию 1-й премии «Тони».
В 2011 году Перри был представлен как историческая фигура, когда нео-футуристы разработали шоу о самом продолжительном провале в истории Бродвея - «Лестница» Дж. Фрэнка Дэвиса. Нео-футуристическое шоу называлось «Мел и соленая вода: проект „Лестница“». «Мел и солёная вода» рассказывали о людях, участвовавших в неудавшемся шоу, в том числе об Эдгаре Б. Дэвисе, спонсоре пьесы и «ангеле», Броке и Мердоке Пембертонах, и Дж. Фрэнке Дэвисе, а также об их жизни до этого  и после 789-го показательного выступления «Лестницы». Перри была членом первоначального актёрского состава «Лестницы», но покинула постановку до её закрытия.
В 2004 году Перри была включена в Зал славы женщин штата Колорадо.

## Личная жизнь
У Перри три дочери: Маргарет, которая стала актрисой; Вирджиния, которая умерла в младенчестве; и Элейн, которая стала театральным продюсером в 1950-х годах.

## Смерть
Перри была набожной Христианской Сайентисткой. Несмотря на признаки болезни сердца, она отказалась обращаться к врачу. На следующий день после своего 58-летия, 28 июня 1946 года, она умерла от сердечного приступа. Она похоронена на кладбище Вудлон в Бронксе, Нью-Йорк.